# Havana (Dakota Północna)
Havana – miasto w Stanach Zjednoczonych, w stanie Dakota Północna, w hrabstwie Sargent.